# 伊利姆河
伊利姆河在俄羅斯伊爾庫茨克州，屬安加拉河的右支流，在烏斯季伊利姆斯克以南40公里注入安加拉河，全長589公里，流域面積30,300平方公里，每年10月下旬結冰至翌年5月上旬，河畔城鎮有熱列茲諾戈爾斯克－伊利姆斯基。